# موش زمستان‌خواب معمولی
موش زمستان‌خواب معمولی (نام علمی: Muscardinus avellanarius) نام یک گونه از تیره موش زمستان‌خواب است.